# Attentat de 1989 à Callao
L'attentat de 1989 à Callao est une attaque terroriste survenue le 5 juillet 1989 à proximité de Callao, le principal port maritime du Pérou. L'attaque visait des marins soviétiques stationnés dans le port, ainsi que leurs épouses,.

## Contexte
Les relations entre les gouvernements du Pérou et de l'Union soviétique s'étaient renforcées après l'arrivée au pouvoir de Mikhaïl Gorbatchev. Les deux pays sont parvenus à un accord économique pour permettre à environ 20 chalutiers de pêcher dans les eaux de la province constitutionnelle de Callao en échange d'un pourcentage de la pêche restant dans le port. De même, les pêcheurs soviétiques avaient l'autorisation de débarquer sur la côte péruvienne et plusieurs magasins de Callao destinés exclusivement aux visiteurs soviétiques ont été ouverts.
Politiquement, le gouvernement Gorbatchev a soutenu le gouvernement d'Alan García en prenant position en sa faveur dans la guerre contre l'insurrection communiste du Sentier lumineux (SL) et du mouvement révolutionnaire Túpac Amaru. De plus, le gouvernement soviétique a vendu des hélicoptères à García pour saper l'insurrection. Cela a amené SL à prendre une position militante contre les intérêts de l'URSS au Pérou, au point de mépriser même les civils de nationalité russe dans le pays sud-américain.
En 1986, des partisans du Sentier lumineux avaient fait exploser une bombe visant des citoyens soviétiques pratiquant la pêche qui avaient obtenu l'autorisation du gouvernement péruvien de stationner dans le port de Callao. Cette même année, des militants du SL ont tenté de perpétrer un massacre à l'ambassade soviétique à Lima (en), échouant dans leur tentative.

## Attentat
Le 5 juillet 1989, trois bus se trouvaient dans une partie du port de Callao (es) qui facilitait les pêcheurs et les marins soviétiques entre Callao et Lima qui avaient l'autorisation de débarquement comme convenu entre les gouvernements péruvien et soviétique. Les étrangers visitaient une boutique d'artisanat près des bus. Lorsque les soviétiques montaient à bord des véhicules, une explosion s'est produite sous le plus gros bus. L'impact de cette explosion a détruit la façade du magasin d'artisanat de trois étages dont les victimes étaient récemment parties.
Les deux autres bus plus petits de 35 passagers chacun ont également été touchés, mais le plus gros bus a été le plus touché, ses 49 passagers étant évacués vers les hôpitaux de Lima. Tous les blessés graves se trouvaient dans le plus gros bus, avec 20 blessés signalés pour la première fois, puis 33, dont quatre dans un état critique.

## Conséquences
Aucune organisation terroriste n'a officiellement revendiqué la responsabilité de l'attaque, mais le ministère de l'Intérieur (en) a indiqué que le modus operandi de l'attaque était celui de Sentier lumineux. L'officier du PNP de l'époque, Oswaldo Díaz Salvador, a déclaré que des témoins avaient rapporté que deux jeunes gens avaient été vus en train de placer un colis sur le fond du grand bus à proximité du site de l'attaque à un moment où les soviétiques n'étaient pas dans leurs véhicules. La police nationale péruvienne (en) a déclaré que quatre personnes étaient recherchées, affirmant que deux autres suspects se sont enfuis dans une voiture immédiatement après l'explosion.
Les attaques contre l'URSS se sont poursuivies, l'ambassade soviétique ayant de nouveau été bombardée en octobre 1989.